# Patagonische Chinchillamäuse
Die Patagonischen Chinchillamäuse (Euneomys) sind eine in Südamerika lebende Nagetiergattung aus der Gruppe der Neuweltmäuse. Sie umfassen 4 Arten.
Diese Nagetiere sind mäuseähnliche, stämmig gebaute Tiere. Sie erreichen eine Kopfrumpflänge von 9 bis 16 Zentimeter, der Schwanz ist mit 5 bis 10 Zentimetern relativ kurz. Das Gewicht ist nur von der Art E. chinchilloides bekannt, es beträgt 60 bis 120 Gramm. Das Fell ist an der Oberseite rötlichbraun oder braun gefärbt, der Bauch ist hellgrau und die Pfoten weiß.
Patagonische Chinchillamäuse leben in Argentinien und Chile – insbesondere in den südlichen Teilen (Patagonien) einschließlich der Insel Feuerland. Sie bevorzugen offene Habitate wie Gras- und Buschländer, aber auch felsige Gebiete.
Sie sind geschickte Kletterer, können aber auch gut graben – insbesondere die Art E. fossor ist an eine grabende Lebensweise angepasst. Diese Tiere leben zumindest teilweise in Kolonien und ernähren sich von verschiedenen pflanzlichen Materialien.
Es werden vier Arten unterschieden:
- Euneomys chinchilloides lebt auf Feuerland und im äußersten Süden Chiles.
- Euneomys fossor ist nur aus dem nördlichen Argentinien bekannt.
- Euneomys mordax kommt im südwestlichen Argentinien und den angrenzenden Regionen Chiles vor.
- Euneomys petersoni lebt in Westargentinien und Chile.

E. mordax und E. petersoni werden häufig mit E. chinchilloides zu einer Art zusammengefasst.
Diese Tiere sind nahe mit den Kaninchenratten (Reithrodon) verwandt und werden in die Tribus Reithrodontini innerhalb der Sigmodontinae eingeordnet.